# Proyecto Looking Glass
Proyecto Looking Glass fue un proyecto de software libre bajo la GPL para crear un entorno de escritorio 3D para Linux, Solaris, y Windows. Fue patrocinado por Sun Microsystems.
Looking Glass está programado en el lenguaje Java usando el sistema Java 3D para permanecer independiente de la plataforma. A pesar del uso de capacidades de aceleración gráfica, el escritorio explora el uso de capacidades 3D en sus ventanas para ambos programas de aplicación existentes y los específicamente diseñados para Looking Glass.
Una de sus características más notables es la creación de  ventanas reversibles. Esta capacidad puede ser usada por funciones como permitir al usuario escribir notas al dorso de una ventana, o mostrar diálogos de aplicación sin arriesgarse a que sean despegados de la aplicación a la que pertenecen. Todas las ventanas inician con su apariencia como ventanas  bidimensionales normales, pero pueden ser manipuladas como objetos 3D parecidos a pizarras, los cuales pueden ser girados a cualquier ángulo o rotados completamente por el usuario. Otras características incluyen proveer de un escritorio panorámico virtual, iconos que reflejan el estado de la ventana que representan en vivo y la posibilidad de acercar una ventana cuando recibe el foco. 
Existe un Live CD disponible del Proyect Looking Glass. El entorno Looking Glass fue también incluido en un Live DVD (FunWorks 2007 edition) del proyecto Granular Linux.
En 18 de agosto de 2009, el autor original del proyecto, Hideya Kawahara, publicó una nota en el foro diciendo que el proyecto había estado inactivo (prácticamente muerto) desde finales del 2006.

## Historia
Looking Glass fue inicialmente desarrollado por Hideya Kawahara, un programador de Sun quien escribió en su tiempo libre en un portátil corriendo Linux. Después de mostrar una versión preliminar a los ejecutivos de Sun, fue asignado al proyecto a tiempo completo con un equipo dedicado y se liberó el código fuente del proyecto.
 Fue mostrado públicamente por Jonathan Schwartz en Sun Networks 2003 en San Francisco, y desde ahí tomó impulso el desarrollo.

## Proyectos Similares
Looking Glass es similar al prototipo "Task Gallery" de Microsoft Research, dado que ambos buscan explotar el uso de objetos tridimensionales dentro de restricciones de interacción específicas.  También, ambos fueron creados para trabajar en versiones adaptadas o mejoradas de escritorios existentes en vez de rediseñar la Interfaz gráfica de usuario desde cero, un acercamiento tomado por muchos proyectos de Zooming User Interface como el creado por Jef Raskin, o el proyecto open source Croquet basado en Squeak.
Mientras muchos administradores de ventanas (como el Gestor de ventanas de Microsoft, Compiz basado en X Window System, y Mac OS X a través de Core Animation) pueden utilizar efectos 3D, éstos sólo aumentan un entorno de  escritorio 2D convencional.